# Rasim Filipović
Rasim Filipović je hrvatski dramatik i novelist iz BiH.
Jedan je od uspješnih kazališnih pisaca. Drame su mu izvedene u svim hrvatskim kazalištima. Ističe se drama "Pauk". Pisao je i novele koje su također uspjele. 
Nalazi se u zbirci Pet stoljeća hrvatske književnosti.